# 权力和平过渡
权力和平过渡，又稱政權和平轉移，是民主政治的重要概念，指政府领导层在沒有暴力介入之下，将权力和平移交给新的领导层。这种过程可能发生在选举之后，或是发生在政权向另一种政治体制过渡期间，例如苏联解体后的后共产主义时期。
一项2014年的研究指出，自1788年以来，有68个国家从未通过选举实现过和平的权力过渡。